# Andrzej Kępiński (aktor)
Andrzej Kępiński (ur. 3 czerwca 1969 w Świdnicy) – polski aktor teatralny i filmowy. W roku 1993 ukończył studia na wydziale lalkarskim PWST we Wrocławiu. Zadebiutował rolą Greza w sztuce Czerwone nosy Petera Barnesa w Teatrze Polskim w Szczecinie. W latach 1993 – 1995 związany z  Teatrem Polskim w Szczecinie, a od roku 1995 z Teatrem im. C.K. Norwida w Jeleniej Górze.
Mąż aktorki Magdaleny Kuźniewskiej, ma córkę Mirę.

## Filmografia
- 2004: Pierwsza miłość − dostawca ze sklepu meblowego.
- 2005−2006: Fala zbrodni (odc. 44, 57 i 58)
- 2007: Świat według Kiepskich − strażnik miejski (odc. 251)
- 2007: Biuro kryminalne − Edward Hubski (odc. 56)
- 2009: Afonia i pszczoły − kolejarz
- 2013: Głęboka woda − oficer policji (odc. 25)

## Role teatralne
W Teatrze Polskim w Szczecinie:
- 1993: Czerwone nosy – Grez
- 1994: Ferdydurke – Syfon

W Teatrze im. C.K. Norwida w Jeleniej Górze:
- 1995: Antygona – Hajmon
- 1998: Śluby panieńskie – Gustaw
- 1999: Balladyna – Filon
- 1999: Bracia Karamazow – Iwan
- 2001: Elektra – Orestes
- 2001: Przygody Tomka Sawyera – Huckelberry Finn
- 2002: Mistrz i Małgorzata – Mistrz, Jeszua
- 2005: Czerwone nosy – Mistral, Pellico
- 2005: Dożywocie – Michał Lagena
- 2006: Trans-Atlantyk – Ciumkała
- 2007: Śmierć człowieka-wiewiórki – Policjant
- 2008: Elektra – Rolnik
- 2008: Okrutne i czułe – Jolaos
- 2009: Sztuka dla dziecka – jeden z Dwóch Mężczyzn Kopiących Się Po Głowach Pełnych Wątpliwości
- 2009: Scrooge. Opowieść wigilijna o Duchu – Dick Wilkins; przechodzień; nędzarz; duch; gość; gracz giełdowy; mężczyzna
- 2010: Czarna maska – Wendt
- 2010: Przygody rozbójnika Rumcajsa – Książę Pan
- 2011: Proces – Funkcjonariusz; Siepacz
- 2011: Rozmowy przy wycinaniu lasu – Alex Jung